# Bernice Summerfield
Bernice Surprise Summerfield (más tarde Profesora Bernice Summerfield o simplemente Benny) es un personaje de ficción creado por el autor Paul Cornell como una nueva compañera del Séptimo Doctor en la gama de novelas originales de Doctor Who de Virgin Publishing, las New Adventures. Las New Adventures eran novelas autorizadas que continuaban desde donde había terminado la serie de televisión Doctor Who, y Summerfield se introdujo en la novela Love and War de Cornell en 1992.

## Historia
Summerfield, arqueóloga del siglo 26, se convirtió en un personaje muy popular entre los fanáticos de los libros, y estuvo presente hasta su final en 1997. Dejó de viajar oficialmente con el Doctor en Happy Endings pero regresó varias veces después, incluyendo la última nueva aventura de Virgin, The Dying Days. Ese año Virgin había perdido la licencia para publicar ficción de Doctor Who, que no fue renovada por la BBC. Sin embargo, los editores de rango Peter Darvill-Evans y Rebecca Levene decidieron continuar la serie con Summerfield como el nuevo protagonista y sin el nombre de Doctor Who, el Doctor o cualquier otro personaje de derechos de autor de la BBC.
Estas nuevas aventuras protagonizadas por Bernice continuaron hasta 1999, cuando cerró el departamento de ficción de Virgin. Sin embargo, el año anterior, la compañía de producción de audio Big Finish Productions comenzó a publicar dramas de audio profesionales con licencia oficial protagonizada por el personaje en CD, y continúan haciéndolo. El personaje es interpretado en todas las producciones de Big Finish por la actriz Lisa Bowerman, quien también repitió el papel en la película de acción real para fanáticos The Crystal Conundrum y un anuncio de video para el audio The Triumph of Sutekh. Después de obtener la licencia para producir dramas de audio de Doctor Who en 1999, Big Finish presentó tres veces a Bernice en las historias de Doctor Who ambientadas durante y después de la ejecución de las novelas de New Adventures.
Big Finish todavía produce dramas de audio de Bernice Summerfield con regularidad y la compañía también ha publicado varias novelas y colecciones de cuentos con el personaje.
Bernice también apareció en varias tiras cómicas en Doctor Who Magazine, con Virgin y la revista cooperando en su representación visual. Esta representación, que también se aplicó a la portada de una novela, era de complexión delgada y escultural, con el pelo corto y oscuro, por lo general se muestra con un traje de gato o algún atuendo similar. Con el tiempo, la apariencia del personaje se ha ido modificando y entre los cambios recientes se incluye un peinado más largo.

## Libros

### Doctor Who – The New Adventures
- Love and War porPaul Cornell
- Transit por Ben Aaronovitch
- The Highest Science por Gareth Roberts
- The Pit por Neil Penswick
- Deceit por Peter Darvill-Evans
- Lucifer Rising por Andy Lane y Jim Mortimore
- White Darkness por David A McIntee
- Shadowmind por Christopher Bulis
- Birthright por Nigel Robinson
- Blood Heat por Jim Mortimore
- The Dimension Riders por Daniel Blythe
- The Left-Handed Hummingbird por Kate Orman
- Conundrum por Steve Lyons
- No Future por Paul Cornell
- Tragedy Day por Gareth Roberts
- Legacy por Gary Russell
- Theatre of War por Justin Richards
- All-Consuming Fire por Andy Lane
- Blood Harvest por Terrance Dicks
- Strange England por Simon Messingham
- First Frontier por David A McIntee
- St Anthony's Fire por Mark Gatiss
- Falls the Shadow por Daniel O'Mahony
- Parasite por Jim Mortimore
- Warlock por Andrew Cartmel
- Set Piece por Kate Orman
- Infinite Requiem por Daniel Blythe
- Sanctuary por David A McIntee
- Human Nature por Paul Cornell
- Original Sin por Andy Lane
- Sky Pirates! por Dave Stone
- Zamper por Gareth Roberts
- Toy Soldiers por Paul Leonard
- Head Games por Steve Lyons
- The Also People por Ben Aaronovitch
- Shakedown por Terrance Dicks
- Just War por Lance Parkin
- Warchild por Andrew Cartmel
- Sleepy por Kate Orman
- Death and Diplomacy por Dave Stone
- Happy Endings por Paul Cornell
- Return of the Living Dad por Kate Orman
- Eternity Weeps por Jim Mortimore
- The Dying Days por Lance Parkin

El Doctor conoce a Benny en Love and War: ella es una arqueóloga de 30 años. Nació en 2540 y es hija del almirante Isaac Douglas Summerfield, un oficial de la flota espacial de alto rango. Su madre, Claire Summerfield, murió cuando Daleks atacó su mundo natal de Beta Caprisis, una colonia terrestre. Hace muchos años que no ve a su padre y ha pasado gran parte de su vida buscándolo.
A veces, afirma falsamente tener un título de la Universidad de Heidelberg. Publicó un libro arqueológico llamado Down Among the Dead Men en el año 2566.
Theatre of War presenta el primer encuentro entre Bernice e Irving Braxiatel (desde su perspectiva). Más tarde se convierte en un personaje habitual en las nuevas aventuras exclusivas de Bernice Summerfield.
En el Sanctuary, Bernice se enamora de Guy de Carnac, un ex Caballero Templario. Desafortunadamente, lo matan más adelante en la novela.
En Death and Diplomacy conoce a su futuro esposo Jason Kane, con quien se casa en la próxima novela, Happy Endings. Happy Endings se desarrolla con motivo de la boda de Bernice con Jason Kane. Bernice deja la TARDIS después de que el Doctor le haya dado Time Rings a esta novela, pero aparece en ciertas novelas posteriores de Doctor Who.
En Return of the Living Dad, Bernice finalmente resuelve el misterio de lo que le sucedió a su padre.
Virgin había considerado durante mucho tiempo una serie derivada que no era de Doctor Who, pero los planes avanzaron cuando perdieron la licencia de la BBC. Se hicieron varios preparativos para la transición a New Adventures lideradas por Berenice. Como Virgin sintió que Bernice sería una mejor protagonista como mujer soltera, su matrimonio con Jason Kane se rompió. Así, vuelve a aparecer en Eternity Weeps, una novela que describe la ruptura de su matrimonio y también se centra en ella más que en el Doctor como un prototipo de las novelas sin Doctor por venir. Del mismo modo, la última New Adventures, The Dying Days, se centra nuevamente en Bernice más que en el Doctor, con el Doctor ausente en una parte sustancial del libro. The Dying Days también presenta un epílogo ambiguo que puede implicar que el Doctor y Bernice tienen relaciones sexuales.
Este mismo epílogo también tiene al Doctor indicando que Benny es su compañera más antiguo, aunque nunca se ha establecido exactamente cuánto tiempo viajó con el Doctor.

### The New Adventures
- Oh No It Isn't! por Paul Cornell
- Dragons' Wrath por Justin Richards
- Beyond the Sun por Matt Jones
- Ship of Fools por Dave Stone
- Down por Lawrence Miles
- Deadfall por Gary Russell
- Ghost Devices por Simon Bucher-Jones
- Mean Streets por Terrance Dicks
- Tempest por Christopher Bulis
- Walking to Babylon por Kate Orman
- Oblivion por Dave Stone
- The Medusa Effect por Justin Richards
- Dry Pilgrimage por Paul Leonard y Nick Walters
- The Sword of Forever por Jim Mortimore
- Another Girl, Another Planet por Martin Day y Len Beech
- Beige Planet Mars por Lance Parkin y Mark Clapham
- Where Angels Fear por Rebecca Levene y Simon Winstone
- The Mary-Sue Extrusion por Dave Stone
- Dead Romance por Lawrence Miles (Bernice Summerfield no aparece)
- Tears of the Oracle por Justin Richards
- Return to the Fractured Planet por Dave Stone
- The Joy Device por Justin Richards
- Twilight of the Gods por Mark Clapham y Jon de Burgh Miller

Publicada originalmente mensualmente, New Adventures fue bimestral después de The Sword of Forever.
Las New Adventures continuaron con Bernice generalmente en el papel principal. Oh No It Isn't! proporciona la configuración para las historias posteriores, con Bernice convirtiéndose en profesora de arqueología en la Universidad de St Oscar en el planeta Dellah. Ahora ha dejado atrás su matrimonio fallido con Jason Kane. Oh No It Isn't! también reintroduce la Gente, una raza alienígena muy avanzada de Doctor Who New Adventures. En Ghost Devices, conocemos a Clarence (llamado así por el ángel en It's a Wonderful Life). Clarence aparece en forma de ángel, pero es una inteligencia artificial de la Gente que finalmente (en Tears of the Oracle) se revela como un personaje de The Also People. En Dragons 'Wrath, Bernice conoce a Irving Braxiatel por primera vez (desde su perspectiva). Beyond the Sun presenta a otro personaje recurrente, Emile Mars-Smith. Emile, Clarence y la gente aparecen en una serie de New Adventures posteriores, mientras que Braxiatel aparece en otras nuevas aventuras y en las historias de Benny de Big Finish.
Where Angels Fear comienza el arco de Gods, una historia general suelta que termina en Twilight of the Gods. En el camino, Dellah es destruida y Bernice es desarraigada y pierde la memoria. Twilight of the Gods termina con una nueva configuración para las historias posteriores que involucran a Bernice, Emile y otros, pero esto no se usó cuando Virgin dejó de publicar la serie.
Además de continuar las New Adventures después de perder la licencia de Doctor Who, Virgin también continuó con su serie Decalog. Se trataba de antologías de cuentos de Doctor Who, pero Decalog 5: Wonders presentaba un cuento de Benny ("El juicio de Salomón") de Lawrence Miles junto con otros cortos que no estaban en la continuidad de New Adventures.

### Novelas de bolsillo de Big Finish
- The Doomsday Manuscript por Justin Richards
- The Gods of the Underworld por Stephen Cole
- The Squire's Crystal por Jacqueline Rayner
- The Infernal Nexus por Dave Stone
- The Glass Prison por Jacqueline Rayner

Big Finish obtuvo la licencia del personaje de Bernice Summerfield de Paul Cornell, Irving Braxiatel de Justin Richards y Jason Kane de Dave Stone, pero no se obtuvieron otros elementos del universo ficticicio de Virgin New Adventures. En cambio, Gary Russell, Jacqueline Rayner y Cornell desarrollaron un nuevo trasfondo y un conjunto de personajes, introducido en la antología The Dead Men Diaries y desarrollado en la tirada inicial de libros de bolsillo.
El acontecimiento más notable en las novelas de bolsillo de Big Finish fue el embarazo de Bernice y el nacimiento de su hijo en The Glass Prison.
Las novelas de bolsillo resultaron antieconómicas y Big Finish dejó de publicarlas, y posteriormente relanzó sus libros de Benny en tapa dura con la antología A Life of Surprises.

### Novelas de tapa dura de Big Finish
- The Big Hunt por Lance Parkin
- The Tree of Life por Mark Michalowski
- Genius Loci por Ben Aaronovitch
- The Two Jasons por Dave Stone
- Terra Incognita por Ben Aaronovitch — originalmente anunciado en 2007, en Missing Adventures
- The Weather on Versimmon por Matthew Griffiths
- The Slender-Fingered Cats of Bubastis por Xanna Eve Chown
- Filthy Lucre por James Parsons y Andrew Stirling-Brown
- Adorable Illusion por Gary Russell

### Novelas de Big Finish
Cada volumen comprende una colección de tres novelas cortas.
- A Life in Pieces por Dave Stone, Paul Sutton y Joseph Lidster
- Parallel Lives por Rebecca Levene, Stewart Sheargold y Dave Stone, con material de Simon Guerrier
- Old Friends por Jonathan Clements, Marc Platt y Pete Kempshall
- Nobody's Children por Kate Orman, Jonathan Blum y Philip Purser-Hallard
- The Vampire Curse por Mags L Halliday, Kelly Hale and Philip Purser-Hallard

### Antologías de Big Finish
- The Dead Men Diaries, editado por Paul Cornell
- A Life of Surprises, editado por Paul Cornell
- Life During Wartime, editado por Paul Cornell
- A Life Worth Living, editado por Simon Guerrier
- Something Changed, editado por Simon Guerrier
- Collected Works,editado por Nick Wallace
- Missing Adventures, editado por Rebecca Levene
- Secret Histories,editado por Mark Clapham
- Present Danger, editado por Eddie Robson
- True Stories (2017), editado por Xanna Eve Chown
- In Time (2018), editado por Xanna Eve Chown

### Short Trips
Bernice también aparece en varios cuentos de Doctor Who, en su mayoría ambientados durante sus viajes con el Doctor.
- "The Trials of Tara" por Paul Cornell (Decalog 2: Lost Property)
- "Continuity Errors" por Steven Moffat (Decalog 3: Consequences)
- "The Judgement of Soloman" por Lawrence Miles (Decalog 5: Wonders)
- "Virgin Lands" por Sarah Groenewegen (Short Trips: Zodiac)
- "Of the Mermaid and Jupiter" por Ian Mond & Danny Heap (Short Trips: Past Tense)
- "Cold War" by Rebecca Levene (Short Trips: Steel Skies)
- "...Be Forgot" por Cavan Scott y Mark Wright (Short Trips: A Christmas Treasury)
- "Too Rich for My Blood" por Rebecca Levene (Short Trips: Seven Deadly Sins)
- "How You Get There" por Simon Guerrier (Short Trips: A Day in the Life)
- "Larkspur" por Mark Stevens (Short Trips: Transmissions)

### Serie New Adventure
Bernice aparece en una de las aventuras de la nueva serie con el duodécimo doctor (la novela se planeó originalmente para River Song, pero los planes para el especial de Navidad de 2015 The Husbands of River Song llevaron a Russell a usar a Benny en su lugar).
- Big Bang Generation por Gary Russell

## Reproducciones de audio

### Bernice Summerfield

#### Temporada 1 (1998-2000)
La primera temporada de las obras de audio de Bernice Summerfield son todas adaptaciones de las novelas de New Adventures publicadas originalmente por Virgin Publishing. Cada una de las obras abarca dos CD, excepto Dragon's Wrath, que se publicó en un solo CD.
Las obras de teatro se desvían de las novelas originales, en términos de trama y personajes, en diversos grados. Esto es particularmente evidente con las producciones de Birthright y Just War, las cuales fueron originalmente novelas de Doctor Who. Estos cambios fueron necesarios porque, en el momento de su producción, Big Finish Productions no tenía licencia para producir obras de audio de Doctor Who.
La actriz y fotógrafa Lisa Bowerman interpretó el papel de Bernice Summerfield. Bowerman había aparecido anteriormente en la historia de Doctor Who Survival (1989). La primera serie también fue coprotagonizada por Stephen Fewell como Jason Kane. Una variedad de actores familiares para los fanáticos de Doctor Who interpretaron papeles invitados en muchas de las obras, incluidos Colin Baker, Sophie Aldred, Nicholas Courtney, Elisabeth Sladen, Anneke Wills y Richard Franklin.
| N.º | Título               | Director        | Escritor        | Presentando a              | Lanzado         |
| --- | -------------------- | --------------- | --------------- | -------------------------- | --------------- |
| 1   | "Oh No It Isn't!"    | Nicholas Briggs | Paul Cornell    | Wolsey, Grel               | Septiembre 1998 |
| 2   | "Beyond the Sun"     | Gary Russell    | Matt Jones      | Jason Kane                 | Septiembre 1998 |
| 3   | "Walking to Babylon" | Gary Russell    | Kate Orman      | Jason Kane, John Lafayette | Noviembre 1998  |
| 4   | "Birthright"         | Nicholas Briggs | Nigel Robinson  | Jason Kane, John Lafayette | Febrero 1999    |
| 5   | "Just War"           | Nicholas Briggs | Lance Parkin    | Jason Kane                 | Agosto 1999     |
| 6   | "Dragons' Wrath"     | Edward Salt     | Justin Richards | –                          | Septiembre 2000 |

#### Temporada 2 (2000-01)
Para la segunda temporada de las obras de audio de Bernice Summerfield, Big Finish Productions experimentó desarrollados arcos de personajes continuos que alternaban entre dos medios diferentes: las obras de audio y las novelas. Los fanáticos que no recopilaron las novelas inicialmente se confundieron al descubrir que Benny estaba embarazada durante la última reproducción de audio de la temporada, The Skymines of Karthos. El embarazo fue explicado en la novela The Squire's Crystal de Jacqueline Rayner.
La serie de obras de la segunda temporada en adelante forman parte de lo que se conoce como la continuidad de la Colección, ya que se establecen principalmente en la Colección Braxiatel, un museo y una universidad combinados ubicados en el planetoide KS-159. Se introducen varios personajes habituales, sobre todo Irving Braxiatel. Referenciado por primera vez en la historia de 1979 de Doctor Who City of Death (escrito por Douglas Adams y Graham Williams), Braxiatel apareció por primera vez en persona en la novela de New Adventures Theatre of War.
| N.º | Título                    | Director     | Escrito por  | Presentando a | Lanzamiento     |
| --- | ------------------------- | ------------ | ------------ | ------------- | --------------- |
| 1   | "The Secret of Cassandra" | Gary Russell | David Bailey | –             | Diciembre 2000  |
| 2   | "The Stone's Lament"      | Ed Salt      | Mike Tucker  | Adrian        | Mayo 2001       |
| 3   | "The Extinction Event"    | Gary Russell | Lance Parkin | Brax          | Julio 2001      |
| 4   | "The Skymines of Karthos" | Ed Salt      | David Bailey | Brax          | Septiembre 2001 |

#### Temporada 3 (2002-03)
Mientras que las temporadas anteriores se habían centrado principalmente en el personaje de Bernice Summerfield, Big Finish aprovechó la tercera temporada como una oportunidad para introducir una sensación de conjunto en las producciones. Esto es más evidente en The Green-Eyed Monsters y The Mirror Effect, donde los personajes Jason Kane, Adrian Wall e Irving Braxiatel se desarrollan significativamente. Este último, en particular, sugiere que Braxiatel tiene un pasado más oscuro y misterioso de lo que se ha hecho creer a la audiencia.
Las otras dos jugadas que componen la tercera temporada se centran más específicamente en Bernice. The Greatest Shop in the Galaxy sigue siendo la obra más alegre de la temporada, mientras que The Dance of the Dead vuelve a presentar a los Ice Warriors de Doctor Who.
Si bien no es oficialmente parte de la tercera temporada (al menos en lo que respecta a la numeración), la reproducción de audio de Bernice Summerfield The Plague Herds of Excelis (la cuarta obra de la serie Excelis de Big Finish; las primeras tres obras caen bajo el paraguas de Doctor Who ) tiene lugar entre The Green-Eyed Monsters y The Dance of the Dead. Cronológicamente, la antología de relatos cortos A Life Of Sorprises también cae dentro de esta brecha.
| N.º | Título                            | Director       | Escritor          | Presentando a               | Lanzamiento  |
| --- | --------------------------------- | -------------- | ----------------- | --------------------------- | ------------ |
| 1   | "The Greatest Shop in the Galaxy" | Alistair Lock  | Paul Ebbs         | Joseph                      | Febrero 2002 |
| 2   | "The Green-Eyed Monsters"         | Gary Russell   | Dave Stone        | Jason, Adrian, Peter        | Junio 2002   |
| –   | "The Plague Herds of Excelis"     | John Ainsworth | Stephen Cole      | Iris Wildthyme              | Julio 2002   |
| 3   | "The Dance of the Dead"           | Edward Salt    | Stephen Cole      | Ice Warriors                | Octubre 2002 |
| 4   | "The Mirror Effect"               | Gary Russell   | Stewart Sheargold | Brax, Jason, Adrian, Joseph | Marzo 2003   |

#### Temporada 4 (2003-04)
La cuarta temporada fue denominada la extraoficialmente temporada de los "monstruos clásicos de Who", y cada obra presentaba un adversario alienígena que apareció anteriormente en la serie de televisión Doctor Who. El Incidente de Bellotron presenta predominantemente a Rutan Host (sus principales enemigos, los Sontarans, también se conocen pero en realidad no aparecen), The Draconian Rage presenta a los Draconianos, The Poison Seas arroja una luz más comprensiva sobre los Sea Devils, mientras que Death and the Daleks (el primer lanzamiento en doble CD de la serie desde Just War) ve la primera aparición de los Daleks dentro de la serie de Bernice Summerfield. Antes de su lanzamiento, Death and the Daleks se tituló The Axis of Evil para mantener en secreto la apariencia de los Daleks.
Big Finish también publicó una antología de cuentos, titulada Life during Wartime, que fue escrita especialmente como preludio de la reproducción de audio Death and the Daleks. Paul Cornell, el editor de la antología, describió Life during Wartime como "una novela escrita por varios autores". Cada una de las historias de la colección se cuenta en orden cronológico, detallando los eventos que ocurren cuando la colección está ocupada por una poderosa fuerza alienígena. La antología termina en un suspenso que se resuelve en Death and the Daleks.
| N.º | Título                   | Director     | Escritor         | Presentando a                                               | Lanzamiento    |
| --- | ------------------------ | ------------ | ---------------- | ----------------------------------------------------------- | -------------- |
| 1   | "The Bellotron Incident" | Gary Russell | Mike Tucker      | Bev, Brax, Joseph, Rutans                                   | Abril 2003     |
| 2   | "The Draconian Rage"     | Edward Salt  | Trevor Baxendale | Brax, Draconians                                            | Agosto 2003    |
| 3   | "The Poison Seas"        | Edward Salt  | David Bailey     | Brax, Sea Devils                                            | Septiembre2003 |
| 4   | "Death and the Daleks"   | Gary Russell | Paul Cornell     | Brax, Jason, Adrian, Joseph, Bev, Isaac, Fifth Axis, Daleks | Enero2004      |

#### Temporada 5 (2004-05)
La tradición de la temporada anterior de usar monstruos clásicos continúa en la quinta temporada, con el Grel (escuchado anteriormente en Oh No It Isn't!) Regresando en The Grel Escape, un pastiche de The Chase. The Bone of Contention presenta a Galyari, que apareció en la obra de audio de Doctor Who The Sandman, mientras que el título y la trama de The Relics of Jegg-Sau se inspiraron en un rompecabezas con licencia de Doctor Who de los años 70 que mostraba una escena con robots gigantes idénticos al que apareció en Robot.
The Masquerade of Death cierra la quinta temporada de una manera convenientemente oscura y surrealista.
| N.º | Título                    | Director       | Escritor          | Presentando                    | Lanzamiento    |
| --- | ------------------------- | -------------- | ----------------- | ------------------------------ | -------------- |
| 1   | "The Grel Escape"         | Gary Russell   | Jacqueline Rayner | Jason, Peter, Joseph, The Grel | Julio 2004     |
| 2   | "The Bone of Contention"  | Edward Salt    | Simon A. Forward  | The Galyari                    | Agosto 2004    |
| 3   | "The Relics of Jegg-Sau"  | Edward Salt    | Stephen Cole      | K1                             | Noviembre 2004 |
| 4   | "The Masquerade of Death" | John Ainsworth | Stewart Sheargold | Adrian                         | Marzo 2005     |

#### Temporada 6 (2005-06)
Al final de The Crystal of Cantus, se reveló la verdadera naturaleza oscura y manipuladora de Braxiatel y dejó la Colección. Su futuro ahora es incierto, y los draconianos afirman que son dueños del planetoide en lo que se basa. La serie completa fue dirigida por Gary Russell.
| N.º | Título                     | Director     | Escrito por               | Presentando a              | Lanzamiento     |
| --- | -------------------------- | ------------ | ------------------------- | -------------------------- | --------------- |
| 1   | "The Heart's Desire"       | Gary Russell | David Bailey & Neil Corry | Eternals                   | Junio 2005      |
| 2   | "The Kingdom of the Blind" | Gary Russell | Jacqueline Rayner         | Jason, Monoids             | Julio 2005      |
| 3   | "The Lost Museum"          | Gary Russell | Simon Guerrier            | Jason                      | Septiembre 2005 |
| 4   | "The Goddess Quandary"     | Gary Russell | Andy Russell              | Keri                       | Febrero 2006    |
| 5   | "The Crystal of Cantus"    | Gary Russell | Joseph Lidster            | Brax, Jason, Joseph, Peter | Junio 2006      |

#### Temporada 7 (2006)
La séptima temporada sigue al personal de la Colección mientras intentan mantener las cosas funcionando sin problemas en ausencia de Braxiatel. Obras completas y viejos amigos, dos libros publicados durante la temporada de esta temporada, también desarrollan las tramas de que el planetoide KS-159 está amenazado por los Draconianos y Mim, y que la Colección en sí se está derrumbando literal y figurativamente sin Braxiatel en su timón.
| N.º | Título                         | Director     | Escritor          | Presentando a                             | Lanzamiento     |
| --- | ------------------------------ | ------------ | ----------------- | ----------------------------------------- | --------------- |
| 1   | "The Tartarus Gate"            | Gary Russell | Stewart Sheargold | Jason, Joseph                             | Julio 2006      |
| 2   | "Timeless Passages"            | Gary Russell | Daniel O'Mahony   | –                                         | Agosto 2006     |
| 3   | "The Worst Thing in the World" | Ed Salt      | Dave Stone        | Jason                                     | Septiembre 2006 |
| 4   | "Summer of Love"               | Ed Salt      | Simon Guerrier    | Jason, Bev, Adrian, Doggles, Joseph, Hass | Octubre 2006    |
| 5   | "The Oracle of Delphi"         | Ed Salt      | Scott Handcock    | Jason                                     | Noviembre 2006  |
| 6   | "The Empire State"             | Ed Salt      | Eddie Robson      | Jason, Maggie, Brax                       | Diciembre 2006  |

#### Temporada 8 (2007-08)
En la octava temporada, Braxiatel regresa a la Colección, que se ve amenazada por el fuego cruzado y la política en la guerra entre los Draconianos y Mim. La guerra llega a una conclusión inesperada poco después de su regreso, y varios personajes regulares pagan un alto precio por darse cuenta demasiado tarde de que el propio Braxiatel es la verdadera amenaza. La temporada termina con Benny cortando sus vínculos con la Colección y Braxiatel, y huyendo con su hijo Peter. Los libros The Two Jasons y Nobody's Children también encajan en el arco de esta temporada. 
| N.º | Título                   | Director      | Escritor        | Presentando a                                                   | Lanzamiento     |
| --- | ------------------------ | ------------- | --------------- | --------------------------------------------------------------- | --------------- |
| 1   | "The Tub Full of Cats"   | Ed Salt       | Daniel O'Mahony | Maggie, Brax, the Mim                                           | Febrero 2007    |
| 2   | "The Judas Gift"         | Ed Salt       | Nick Wallace    | Bev, Adrian, Brax, Doggles, Joseph, Hass, the Mim, Draconians   | Abril 2007      |
| 3   | "Freedom of Information" | Ed Salt       | Eddie Robson    | Adrian, Brax, Doggles, Joseph, Hass, Jason, the Mim, Draconians | Junio 2007      |
| 4   | "The End of the World"   | Lisa Bowerman | Dave Stone      | Jason, Brax, Adrian                                             | Septiembre 2007 |
| 5   | "The Final Amendment"    | Gary Russell  | Joseph Lidster  | Kadiatu                                                         | Octubre 2007    |
| 6   | "The Wake"               | Gary Russell  | Simon Guerrier  | Peter, Brax, Adrian, Bev, Doggles, Joseph, Hass                 | Enero2008       |

#### Temporada 9 (2008)
La novena temporada es una colección de historias mucho más flexible, siguiendo a Bernice y su hijo Peter mientras Benny busca trabajo fuera de la Colección.
| N.º | Título                                 | Director       | Escritor       | Presentando a            | Lanzamiento     |
| --- | -------------------------------------- | -------------- | -------------- | ------------------------ | --------------- |
| 1   | "Beyond the Sea"                       | Toby Longworth | Eddie Robson   | Peter                    | Junio 2008      |
| 2   | "The Adolescence of Time"              | Lisa Bowerman  | Lawrence Miles | Peter                    | Julio 2008      |
| 3   | "The Adventure of the Diogenes Damsel" | Nigel Fairs    | Jim Smith      | Mycroft, Straxus, Cwejen | Agosto 2008     |
| 4   | "The Diet of Worms"                    | Toby Longworth | Matthew Sweet  | Peter                    | Septiembre 2008 |

#### Temporada 10 (2009)
Toda la serie fue dirigida por John Ainsworth.
| N.º | Título           | Director       | Escritor                    | Presentando a            | Lanzamiento     |
| --- | ---------------- | -------------- | --------------------------- | ------------------------ | --------------- |
| 1   | "Glory Days"     | John Ainsworth | Nick Wallace                | Peter, Bev, Adrian, Brax | Junio 2009      |
| 2   | "Absence"        | John Ainsworth | Daniel O'Mahony             | Peter                    | Julio 2009      |
| 3   | "Venus Mantrap"  | John Ainsworth | Mark Clapham & Lance Parkin | Adrian, Peter            | Agosto 2009     |
| 4   | "Secret Origins" | John Ainsworth | Eddie Robson                | Peter, Robyn, Brax       | Septiembre 2009 |

#### Temporada 11 (2010)
Toda la serie fue dirigida nuevamente por John Ainsworth. El corto animado Dead and Buried actuó como preludio de esta serie.
| N.º | Título                  | Director       | Escritor                      | Presentando a                                          | Lanzamiento    |
| --- | ----------------------- | -------------- | ----------------------------- | ------------------------------------------------------ | -------------- |
| 1   | "Resurrecting the Past" | John Ainsworth | Eddie Robson                  | Peter, Brax, Bev, Adrian, Robyn, Doggles, Joseph, Hass | Septiembre2010 |
| 2   | "Escaping the Future"   | John Ainsworth | Eddie Robson                  | Peter, Brax, Bev, Adrian, Doggles, Joseph, Hass        | Octubre 2010   |
| 3   | "Year Zero"             | John Ainsworth | Jonathan Clements             | –                                                      | Noviembre 2010 |
| 4   | "Dead Man's Switch"     | John Ainsworth | John Dorney & Richard Dinnick | –                                                      | Diciembre 2010 |

#### Boxset 1:Epoch(2011)
| N.º | Title                     | Directed by  | Written by        | Featuring                          | Released       |
| --- | ------------------------- | ------------ | ----------------- | ---------------------------------- | -------------- |
| 1   | "The Kraken's Lament"     | Gary Russell | Mark Wright       | Acanthus, Jack                     | September 2011 |
| 2   | "The Temple of Questions" | Gary Russell | Jacqueline Rayner | Ruth, Leonidas, Jack, Heskith      | September 2011 |
| 3   | "Private Enemy No. 1"     | Gary Russell | Tony Lee          | Ruth, Leonidas, Heskith, the Epoch | September 2011 |
| 4   | "Judgement Day"           | Gary Russell | Scott Handcock    | Ruth, Jack, the Epoch, Brax        | September 2011 |

#### Boxset 2:Road Trip(2012)
| N.º | Title              | Directed by    | Written by                    | Featuring               | Released      |
| --- | ------------------ | -------------- | ----------------------------- | ----------------------- | ------------- |
| 1   | "Brand Management" | Gary Russell   | Christopher Cooper            | Ruth                    | February 2012 |
| 2   | "Bad Habits"       | Gary Russell   | Simon Barnard and Paul Morris | Ruth                    | February 2012 |
| 3   | "Paradise Frost"   | Scott Handcock | David Llewellyn               | Ruth, Brax, Peter, Jack | February 2012 |

#### Boxset 3:Legion(2012)
| N.º | Title                    | Directed by    | Written by       | Featuring               | Released       |
| --- | ------------------------ | -------------- | ---------------- | ----------------------- | -------------- |
| 1   | "Vesuvius Falling"       | Gary Russell   | Tony Lee         | Peter, Ruth, Jack, Brax | September 2012 |
| 2   | "Shades of Gray"         | Scott Handcock | Scott Handcock   | Ruth, Jack, Dorian      | September 2012 |
| 3   | "Everybody Loves Irving" | Gary Russell   | Miles Richardson | Brax, Peter, Ruth, Jack | September 2012 |

#### Boxset 4:New Frontiers(2013)
| N.º | Título                | Director       | Escritor         | Presentando a                   | Lanzamiento |
| --- | --------------------- | -------------- | ---------------- | ------------------------------- | ----------- |
| 1   | "A Handful of Dust"   | Gary Russell   | Xanna Eve Chown  | Peter, Ruth, Jack               | Abril 2013  |
| 2   | "HMS Surprise"        | Scott Handcock | Alexander Vlahos | Peter, Jack                     | Abril 2013  |
| 3   | "The Curse of Fenman" | Gary Russell   | Gary Russell     | Peter, Ruth, Jack, Brax, Fenman | Abril 2013  |

#### Boxset 5:Missing Persons(2013)
| N.º | Título                    | Director                      | Escritor                      | Presentando a                      | Lanzamiento    |
| --- | ------------------------- | ----------------------------- | ----------------------------- | ---------------------------------- | -------------- |
| 1   | "Big Dig"                 | Gary Russell y Scott Handcock | Hamish Steele                 | Ruth, Jack, The Epoch              | Diciembre 2013 |
| 2   | "The Revenant's Carnival" | Gary Russell y Scott Handcock | Martin Day                    | Peter                              | Diciembre 2013 |
| 3   | "The Brimstone Kid"       | Gary Russell y Scott Handcock | David Llewellyn               | Brax                               | Diciembre 2013 |
| 4   | "The Winning Side"        | Gary Russell y Scott Handcock | James Goss                    | The Epoch                          | Diciembre 2013 |
| 5   | "In Living Memory"        | Gary Russell y Scott Handcock | Gary Russell & Scott Handcock | Peter, Ruth, Jack, Brax, The Epoch | Diciembre 2013 |

#### Boxset 6:The Story So Far(2018)
| Volumen 1 |                              |                |                   |                      |                 |
| 1         | "Ever After Happy"           | Scott Handcock | James Goss        | –                    | Septiembre 2018 |
| 2         | "The Grel Invasion of Earth" | Scott Handcock | Jacqueline Rayner | Jason Kane, The Grel | Septiembre 2018 |
| 3         | "Braxiatel in Love"          | Scott Handcock | Simon Guerrier    | Brax                 | Septiembre 2018 |
| Volumen 2 |                              |                |                   |                      |                 |
| 1         | "Every Dark Thought"         | Scott Handcock | Eddie Robson      | Valeyard             | Septiembre 2018 |
| 2         | "Empress of the Drahvins"    | Scott Handcock | David Llewellyn   | Drahvins, Ruth       | Septiembre 2018 |
| 3         | "The Angel of History"       | Scott Handcock | Una McCormack     | The Doctor (Unbound) | Septiembre 2018 |

#### Especiales
| Título               | Director                                     | Escritor | Presentando a                                                                         | Lanzamiento    |
| -------------------- | -------------------------------------------- | --- | ------------------------------------------------------------------------------------- | -------------- |
| Buried Treasures     | Jason Haigh-Ellery, Gary Russell             | Jacqueline Rayner, Paul Cornell | Keri                                                                                  | Agosto 1999    |
| "Silver Lining"      | Gary Russell                                 | Colin Brake | Cybermen                                                                              | Diciembre 2004 |
| "Many Happy Returns" | John Ainsworth, Scott Handcock, Gary Russell | Xanna Eve Chown, Stephen Cole, Paul Cornell, Stephen Fewell, Simon Guerrier, Scott Handcock, Rebecca Levene, Jacqueline Rayner, Justin Richards, Miles Richardson, Eddie Robson, Dave Stone | Joseph, Brax, Adrian, Bev, Peter, Ruth, Jack, Leonidas, Iris, Panda, Seventh Doctor   | Noviembre 2012 |
| Treasury             | Lauren Yason                                 | Ben Aaronovitch, Robert Shearman, Paul Cornell, Kate Orman, Ben Aaronovitch, Steven Moffat, Andrew Cartmel, Terrance Dicks                                                                  | Circus of the Dead, Seventh Doctor, the Company, Robin, Gavin, Brax, Sarah Jane Smith | Agosto 2018    |

### New Adventures de Bernice Summerfield
Tras la conclusión de la gama de conjuntos de cajas de Bernice Summerfield, se lanzó una nueva gama protagonizada por Lisa Bowerman como Bernice Summerfield junto a Sylvester McCoy como el Doctor titulada Las nuevas aventuras de Bernice Summerfield.

#### Volumen 1 (2014)
| N.º | Título                     | Director       | Escritor      | Presentando a       | Lanzamiento |
| --- | -------------------------- | -------------- | ------------- | ------------------- | ----------- |
| 1   | "The Revolution"           | Scott Handcock | Nev Fountain  | Seventh Doctor      | Junio 2014  |
| 2   | "Good Night, Sweet Ladies" | Scott Handcock | Una McCormack | –                   | Junio 2014  |
| 3   | "Random Ghosts"            | Scott Handcock | Guy Adams     | Ace                 | Junio 2014  |
| 4   | "The Lights of Skaro"      | Scott Handcock | James Goss    | Seventh Doctor, Ace | Junio 2014  |

#### Volumen 2:The Triumph of Sutekh(2015)
| N.º | Título                  | Director       | Escritor        | Presentando a       | Lanzamiento |
| --- | ----------------------- | -------------- | --------------- | ------------------- | ----------- |
| 1   | "The Pyramid of Sutekh" | Scott Handcock | Guy Adams       | Seventh Doctor, Ace | Junio 2015  |
| 2   | "The Vaults of Osiris"  | Scott Handcock | Justin Richards | Seventh Doctor, Ace | Junio 2015  |
| 3   | "The Eye of Horus"      | Scott Handcock | James Goss      | Seventh Doctor, Ace | Junio 2015  |
| 4   | "The Tears of Isis"     | Scott Handcock | Una McCormack   | Seventh Doctor, Ace | Junio 2015  |

#### Volumen 3:The Unbound Universe(2016)
Bernice Summerfield en una serie de aventuras con una versión del Doctor de la serie Unbound. Mark Gatiss regresa como una versión del Maestro de la misma serie, apareciendo en The Emporium at the End y The True Savior of the Universe, así como una breve aparición en un flashback en The Library in the Body.
| N.º | Título                    | Director       | Escritor      | Presentando a        | Lanzamiento |
| --- | ------------------------- | -------------- | ------------- | -------------------- | ----------- |
| 1   | "The Library in the Body" | Scott Handcock | James Goss    | The Doctor (Unbound) | Agosto 2016 |
| 2   | "Planet X"                | Scott Handcock | Guy Adams     | The Doctor (Unbound) | Agosto 2016 |
| 3   | "The Very Dark Thing"     | Scott Handcock | Una McCormack | The Doctor (Unbound) | Agosto 2016 |
| 4   | "The Emporium at the End" | Scott Handcock | Emma Reeves   | The Doctor (Unbound) | Agosto 2016 |

#### Volumen 4:Ruler of the Universe(2017)
| N.º | Título                             | Director       | Escritor   | Presentando a        | Lanzamiento     |
| --- | ---------------------------------- | -------------- | ---------- | -------------------- | --------------- |
| 1   | "The City and the Clock"           | Scott Handcock | Guy Adams  | The Doctor (Unbound) | Septiembre 2017 |
| 2   | "Asking for a Friend"              | Scott Handcock | James Goss | The Doctor (Unbound) | Septiembre 2017 |
| 3   | "Truant"                           | Scott Handcock | Guy Adams  | The Doctor (Unbound) | Septiembre 2017 |
| 4   | "The True Saviour of the Universe" | Scott Handcock | James Goss | The Doctor (Unbound) | Septiembre 2017 |

#### Volumen 5:Buried Memories(2019)
| N.º | Título                 | Director       | Escritor           | Presentando          | Lanzamiento     |
| --- | ---------------------- | -------------- | ------------------ | -------------------- | --------------- |
| 1   | "Pride of the Lampian" | Scott Handcock | Alyson Leeds       | The Doctor (Unbound) | Septiembre 2019 |
| 2   | "Clear History"        | Scott Handcock | Doris V Sutherland | The Doctor (Unbound) | Septiembre 2019 |
| 3   | "Dead and Breakfast"   | Scott Handcock | April McCaffrey    | The Doctor (Unbound) | Septiembre 2019 |
| 4   | "Burrowed Time"        | Scott Handcock | Lani Woodward      | The Doctor (Unbound) | Septiembre 2019 |

#### Volumen 6:Lost in Translation(2020)
| N.º | Título                    | Director       | Escritor                | Presentando a        | Lanzamiento     |
| --- | ------------------------- | -------------- | ----------------------- | -------------------- | --------------- |
| 1   | "Have I Told You Lately?" | Scott Handcock | Tim Foley               | The Doctor (Unbound) | Septiembre 2020 |
| 2   | "The Undying Truth"       | Scott Handcock | JA Prentice             | The Doctor (Unbound) | Septiembre 2020 |
| 3   | "Inertia"                 | Scott Handcock | James Goss              | The Doctor (Unbound) | Septiembre 2020 |
| 4   | "Gallifrey"               | Scott Handcock | Guy Adams & AK Benedict | The Doctor (Unbound) | Septiembre 2020 |

### Otras apariciones de audio
- "The Shadow of the Scourge"
- "The Dark Flame"
- The Company of Friends: "Benny's Story"
- "Bernice Summerfield and the Criminal Code"
- "Dead and Buried"
- "Love and War"
- "The Highest Science"
- "Theatre of War"
- "All-Consuming Fire"
- "Original Sin"
- "Short Trips: The Hesitation Deviation"
- "The Worlds of Big Finish: The Phantom Wreck"
- "8th of March: The Big Blue Book"

## Mini película animada
Artículo: Dead and Buried (Bernice Summerfield)